# FC Dinamo Batumi
Der FC Dinamo Batumi (georgisch სკ დინამო ბათუმი) ist ein georgischer Fußballverein aus Batumi und spielt in der höchsten Spielklasse Georgiens, der Umaghlessi Liga. Die Klubfarben sind hellblau-weiß.

## Allgemeines
Der Verein wurde 1923 gegründet und 1990 in FC Batumi umbenannt. 1994 erfolgte die Umbenennung in FC Dinamo Batumi. Vier Jahre später feierte der Verein einen seiner bis dahin größten Erfolge, als man den georgischen Pokal gewinnen konnte. Der Verein ist in der ersten Liga Georgiens seit der Gründung des georgischen Verbandes fixer Bestandteil. Bis 2006 war dessen Heimstätte das Zentral-Stadion Batumi mit einem Fassungsvermögen von 18.600 Zuschauern. Bis zur Eröffnung des neuen Batumi-Stadions im Jahr 2020 trug der Verein seine Heimspiele in der Chele Arena aus, welche 6.000 Zuschauern Platz bietet.

Auf internationaler Ebene konnte man nur in den Saisons 1995/96 und 1996/97 des Europapokals der Pokalsieger die Qualifikation überstehen. In weiterer Folge schied Dinamo Batumi jeweils in der ersten Runde des eigentlichen Wettbewerbs. 

Ehemaliges Logo von Dinamo Batumi

Im 21. Jahrhundert hatte der Verein bisher nur in der Qualifikation zur UEFA Europa Conference League 2021/22 irgendeine Qualifikationsrunde überstehen können. Dabei setzte man sich gegen SP Tre Penne und BATE Baryssau durch. In der dritten Runde schied man erst in der Verlängerung gegen Sivasspor aus.
Im Jahr 2021 wurde der Verein erstmals georgischer Meister. Er durfte daher an der Qualifikation zur UEFA Champions League 2022/23 teilnehmen. Jedoch scheiterte er bereits in der ersten Runde an Slovan Bratislava. Es folgte auch in der zweiten Qualifikationsrunde zur UEFA Europa Conference League 2022/23 das deutliche Aus gegen Lech Posen.
Im Jahr 2023 konnte Dinamo Batumi zum zweiten Mal den georgischen Meistertitel gewinnen. Der Verein hatte auch die Möglichkeit auf das erste Double, unterlag aber im Finale des georgischen Pokals dem FC Iberia 1999 Tiflis mit 0:1. In der ersten Qualifikationsrunde der UEFA Champions League 2024/25 spielt Dinamo Batumi gegen den Favoriten Ludogorez Rasgrad.

## Erfolge
- Georgischer Meister: 2021, 2023
- Georgischer Pokalsieger: 1998
  - Finalist: 1993, 1995, 1996, 1997
- Georgischer Supercup-Sieger: 1998, 2022
  - Finalist: 1996, 1997

## Europapokalbilanz
| Saison  | Wettbewerb                    | Runde                  | Gegner                | Gesamt | Hin        | Rück          |
| ------- | ----------------------------- | ---------------------- | --------------------- | ------ | ---------- | ------------- |
| 1995/96 | Europapokal der Pokalsieger   | Qualifikation          | FK Obilić             | 3:2    | 1:0 (A)    | 2:2 (H)       |
| 1995/96 | Europapokal der Pokalsieger   | 1. Runde               | Celtic Glasgow        | 2:7    | 2:3 (H)    | 0:4 (A)       |
| 1996/97 | Europapokal der Pokalsieger   | Qualifikation          | HB Tórshavn           | 9:0    | 6:0 (H)    | 3:0 (A)       |
| 1996/97 | Europapokal der Pokalsieger   | 1. Runde               | PSV Eindhoven         | 1:4    | 1:1 (H)    | 0:3 (A)       |
| 1997/98 | Europapokal der Pokalsieger   | Qualifikation          | FC Ararat Jerewan     | 2:3    | 00:3 (H) 1 | 2:0 (A)       |
| 1998/99 | Europapokal der Pokalsieger   | Qualifikation          | FK Partizan Belgrad   | 1:2    | 0:2 (A)    | 1:0 (H)       |
| 2015/16 | UEFA Europa League            | 1. Qualifikationsrunde | Omonia Nikosia        | 1:2    | 1:0 (H)    | 0:2 (A)       |
| 2017/18 | UEFA Europa League            | 1. Qualifikationsrunde | Jagiellonia Białystok | 0:5    | 0:1 (H)    | 0:4 (A)       |
| 2020/21 | UEFA Europa League            | 1. Qualifikationsrunde | Hapoel Be’er Scheva   | 0:3    | 0:3 (A)    | 0:3 (A)       |
| 2021/22 | UEFA Europa Conference League | 1. Qualifikationsrunde | SP Tre Penne          | 7:0    | 4:0 (A)    | 3:0 (H)       |
| 2021/22 | UEFA Europa Conference League | 2. Qualifikationsrunde | BATE Baryssau         | 4:2    | 0:1 (H)    | 4:1 (A)       |
| 2021/22 | UEFA Europa Conference League | 3. Qualifikationsrunde | Sivasspor             | 2:3    | 1:2 (H)    | 1:1 n. V. (A) |
| 2022/23 | UEFA Champions League         | 1. Qualifikationsrunde | ŠK Slovan Bratislava  | 1:2    | 0:0 (A)    | 1:2 n. V. (H) |
| 2022/23 | UEFA Europa Conference League | 2. Qualifikationsrunde | Lech Posen            | 1:6    | 0:5 (A)    | 1:1 (H)       |
| 2023/24 | UEFA Europa Conference League | 1. Qualifikationsrunde | KF Tirana             | 2:3    | 1:1 (A)    | 1:2 (H)       |
| 2024/25 | UEFA Champions League         | 1. Qualifikationsrunde | Ludogorez Rasgrad     | 2:3    | 1:3 (A)    | 1:0 (H)       |
| 2024/25 | UEFA Conference League        | 2. Qualifikationsrunde | FK Dečić Tuzi         | 0:2    | 0:2 (H)    | 0:0 (A)       |

Gesamtbilanz: 33 Spiele, 10 Siege, 7 Unentschieden, 16 Niederlagen, 38:49 Tore (Tordifferenz −11)

## Ehemalige Spieler
- Schalwa Apchasawa, starb am 7. Januar 2004 während eines Trainings bei seinem neuen Verein Arsenal Kiew an einem Herzinfarkt
- Malkhaz Makharadze
- Kachaber Mschawanadse
- Giorgi Oniani
- Gela Schekiladse
- Giorgi Seturidse
- Grigol Tschanturia
- Dawit Udschmadschuridse, Torschützenkönig der ersten georgischen Liga 1997